# Taguatinga (Distrito Federal)
Taguatinga ist eine Verwaltungsregion, amtlich portugiesisch Região Administrativa de Taguatinga, RA III, in dem Distrito Federal in Brasilien. Er befindet sich etwa 20 km westlich der Hauptstadt Brasília.

## Geschichte
Taguatinga wurde als Satellitenstadt für Brasília am 5. Juni 1958 auf dem Grund der ehemaligen Fazenda Taguatinga gegründet, um zu vermeiden, dass Zuwanderer aus anderen Regionen um Brasília Favelas errichteten. Anfangs hieß die Stadt „Vila Sarah Kubitschek“, später wurde sie in „Santa Cruz de Taguatinga“ umbenannt, wovon heute nur „Taguatinga“ übrigblieb.

## Verwaltung
Administratorin der Verwaltungsregion war bis 2019 Karolyne Guimarães dos Santos, die seit 2019 durch den Unternehmer Geraldo César de Araújo abgelöst wurde.
Taguatinga ist in drei Sektoren geteilt: Taguatinga Norte, Taguatinga Centro und Taguatinga Sul. Nach der Volkszählung 2010 hatten städtischer und ländlicher Raum rund 222.000 Einwohner, die 2015 auf geschätzte 300.000 Einwohner angewachsen sind.

## Verkehr
Taguatinga ist an der Linha Verde, deutsch Grüne Linie, durch drei Metrostationen der U-Bahn-Distrito Federal an Brasília angebunden:
- Praça do Relógio
- Taguatinga Sul
- Centro Metropolitano

Innerhalb des Bundesdistriktes verlaufen die als Parkstraßen bezeichneten DF-085 (Estrada Parque Taguatinga – EPTG, oder auch „Linha Verde“), DF-095 (Estrada Parque Ceilândia – EPCL) und die DF-075 (Estrada Parque Núcleo Bandeirante – EPNB).
Die Bundesstraße BR-070 verbindet Taguatinga mit den goianischen Städten Águas Lindas de Goiás und Pirenópolis.

## Bilder

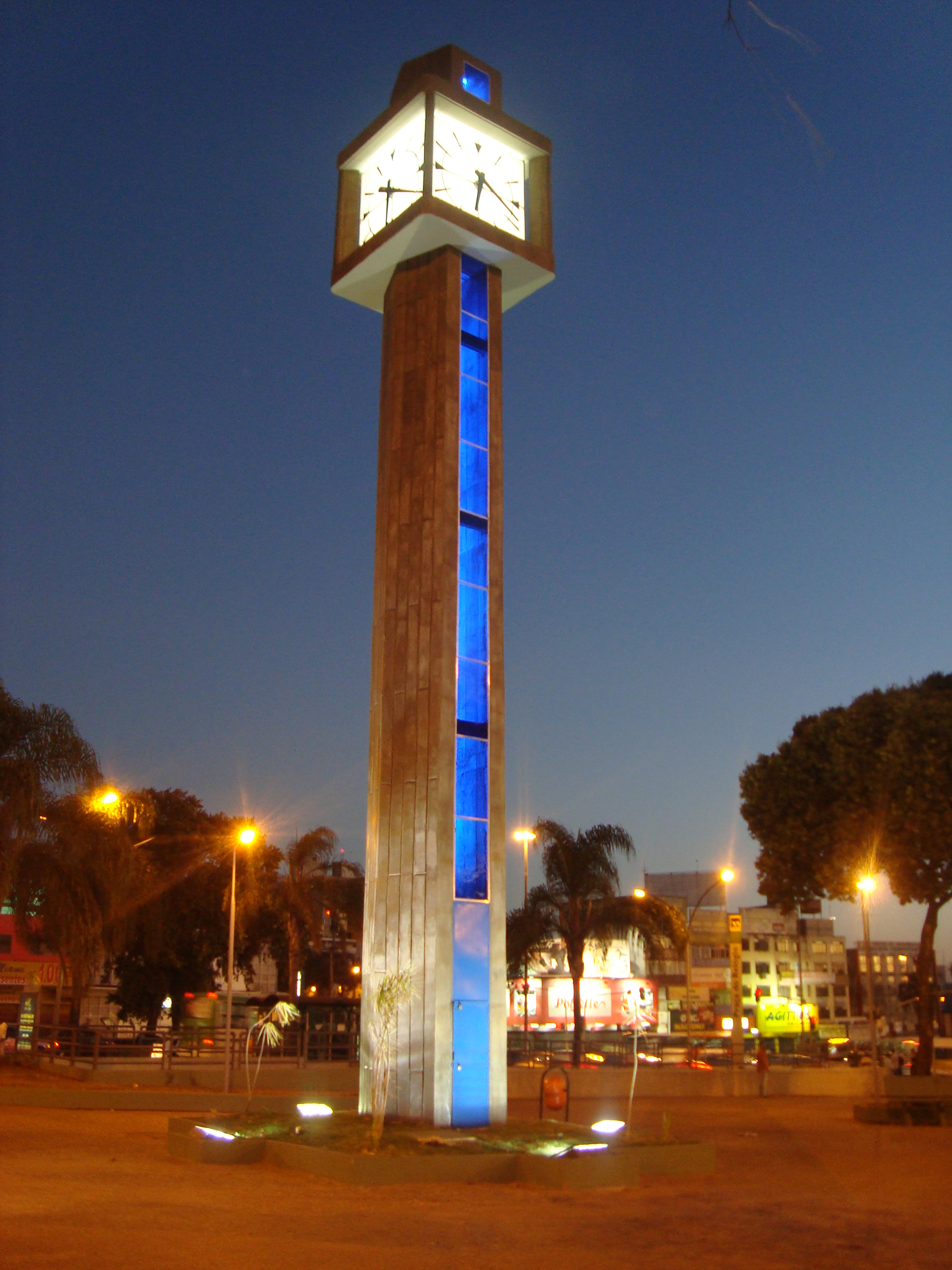
Der Praça do Relógio (Uhrenplatz) in der Innenstadt
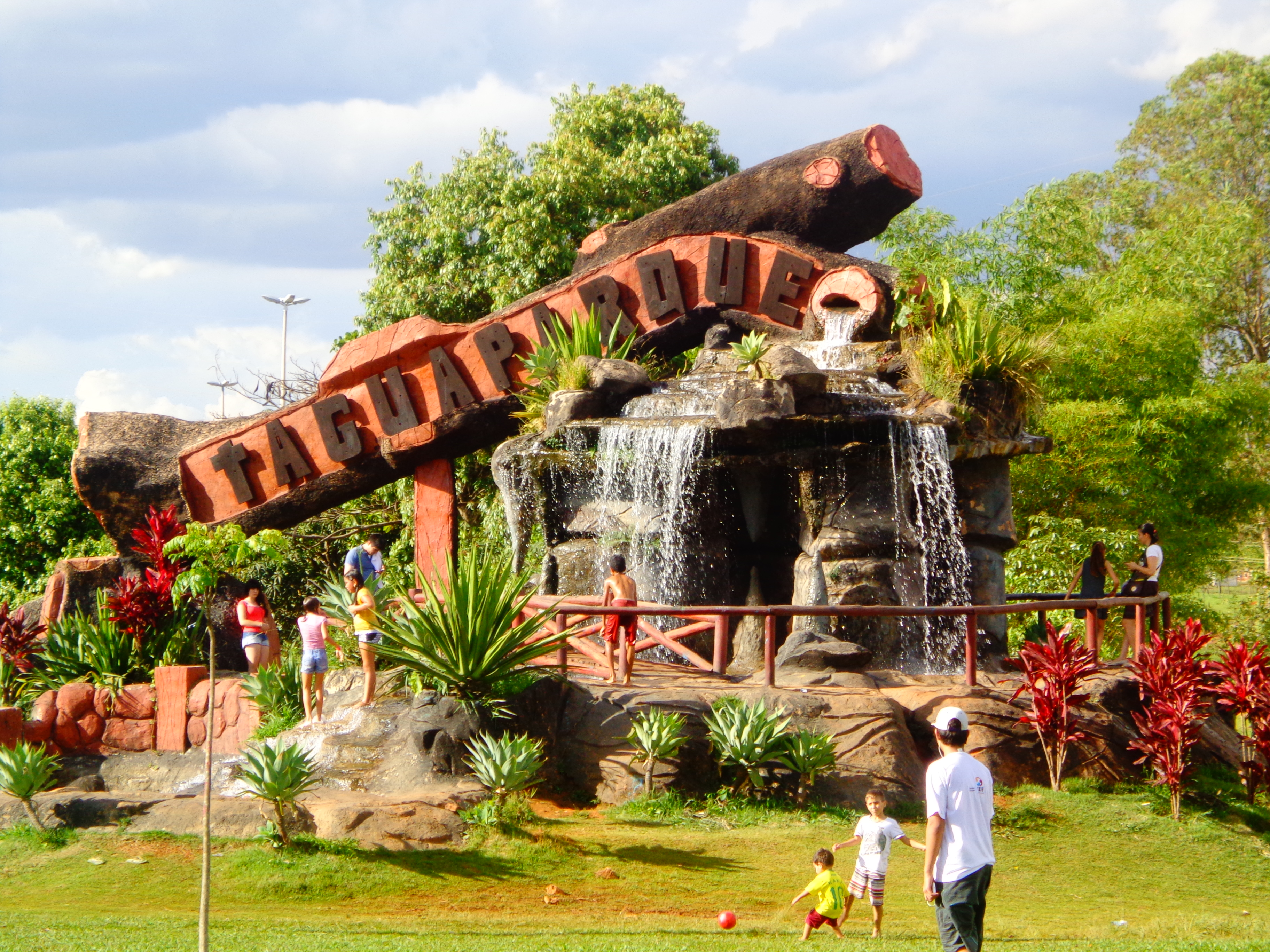
Taguaparque
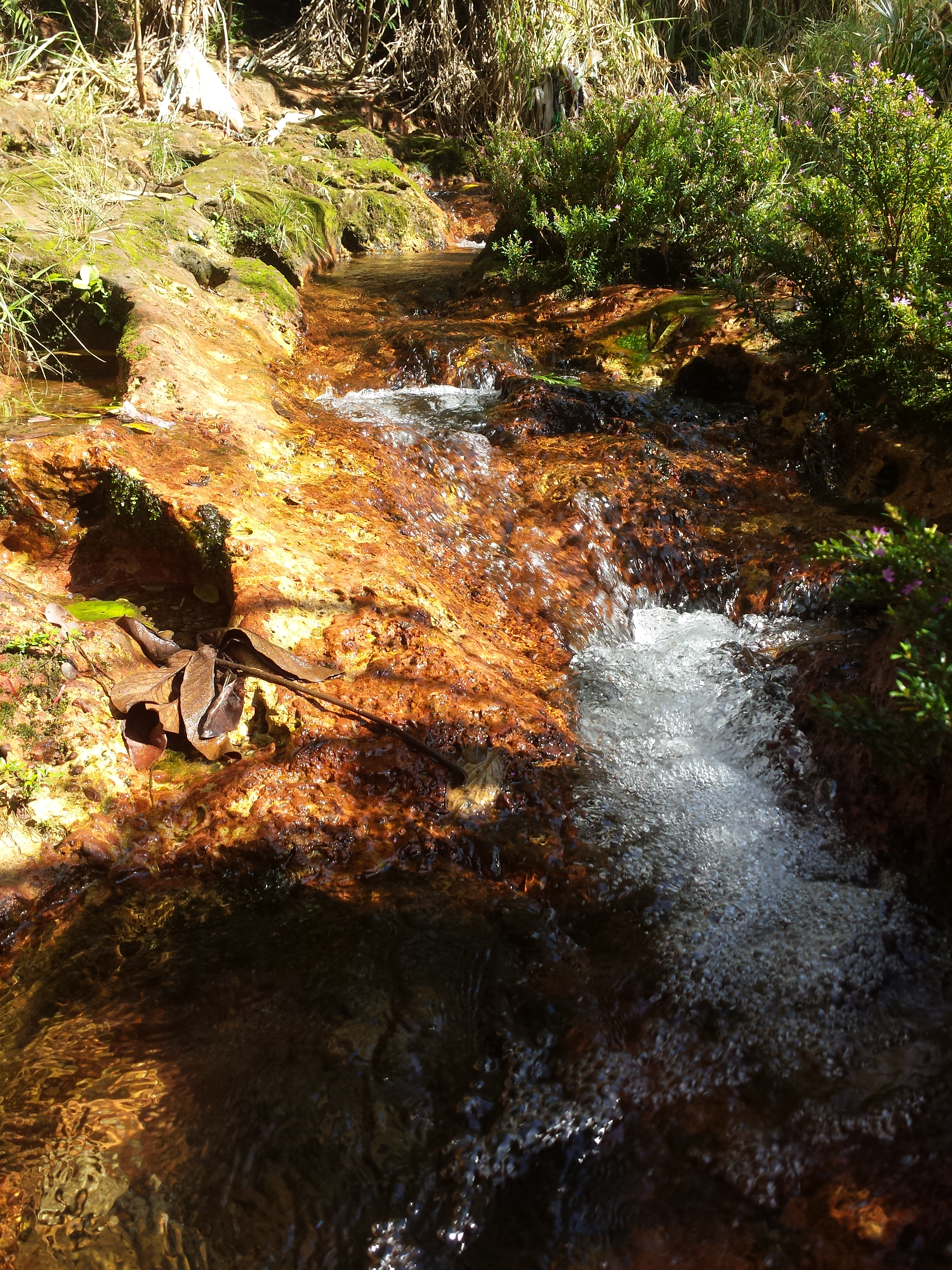
Córrego Cortado, Quellbach des Lago do Cortado im Parque Ecológico do Cortado

## Sport
Der Ort ist Sitz zweier Fußballvereine, des 1964 gegründeten Taguatinga Esporte Clube und des 2000 gegründeten Brasiliense Futebol Clube de Taguatinga. Heimstadion für beide ist das Estádio Elmo Serejo Faria, kurz Serejão oder Boca do Jacaré genannt.

## Söhne und Töchter der Stadt
- Joaquim Cruz (* 1963), Mittelstreckenläufer
- Hugo Parisi (* 1984), Wasserspringer
- Endrick (* 2006), Fußballspieler